# Young Avengers
A Young Avengers egy amerikai, tizenkét részes képregénysorozat volt mely a Marvel Comics kiadásában jelent meg 2005 és 2006 között. A történetek szerzője Allan Heinberg forgatókönyvíró volt, aki olyan, Magyarországon is ismert, sorozatokon dolgozott mint a Szívek szállodája, a Szex és New York vagy a Grace klinika. A képregény rajzolója a Marvel egyik ifjú tehetsége, Jim Cheung volt.
A sorozat a Marvel Next nevű Marvel Comics kezdeményezés keretei között jelent meg, több másik sorozattal egyetemben, melyben szintén új, fiatal szereplők mutatkoztak be.

## Cselekmény
A történet az „Angyalok, oszolj” eseményei után játszódik, miután az őket ért támadások miatt a Bosszú Angyalai csapata feloszlott. A városban azonban felbukkant négy szuperképességekkel rendelkező fiatal, akik mintha Amerika Kapitány, Vasember, Thor, és Hulk ifjú társaiknak adnák ki magukat és ezért az újságok is mint az Ifjú Bosszú Angyalait emlegeti őket.. A Hírharsona főszerkesztője, J. Jonah Jameson az egykori bosszúangyalt, Jessica Jonest és Kat Farrellt bízza meg, hogy járjanak a történet végére.
Hamarosan fény derül az ifjú hősök kilétére, valamint felbukkan az egykori Bosszú Angyalainak egyik legveszedelmesebb ellenfele, Kang, a hódító is.

## A megjelenés története

### Első évad
A Young Avengers első száma 2005 áprilisában jelent meg, és annak ellenére, hogy a rajongók igen szkeptikusan fogadták hamarosan igen kedvelt lett. 2005 januárja és decembere között a Young Avengers első száma a 88. helyet foglalta el a legjobban teljesítő kiadványok 100-as listáján. A rajongók kezdeti szkepticizmusa főleg abból adódott, hogy a bemutatott új szereplők eleinte csak a klasszikus hősök gyenge „újrafeldolgozásainak” tűntek, ez azonban a történet előrehaladtával cáfolódott. A sikerre való tekintettel az első számból megjelent egy „változat is”, Young Avengers Director’s Cut címen. A vágatlan változat karakterskicceket, karakterleírásokat, az első néhány oldal kezdeti szövegterveit valamint egy Heinberggel készült interjút tartalmazott.
Érdekesség, hogy néhány olvasónak már az első szám után feltűnt, hogy az kamasz szuperhőscsapat  két tagja, Hulkfi (Hulkling) és Asgárdi (Asgardian) homoszexuálisak, holott Heinberg ezt csak a későbbi számok folyamán akarta leleplezni.
Az első évadként emlegetett tizenkét rész megjelenése egyre rendszertelenebbé vált, megesett hogy az új szám hónapos késéssel jelent meg. Ez főképpen abból adódott, hogy Heinberg a tévésorozatok mellett nem tudta tartani a határidőt. Az utolsó, tizenkettedig szám 2006 augusztusában jelent meg.

### Második évad
Előzetes tervek szerint a második évad írója ismét Heinberg, rajzolója Cheung lett volna. Heinberg terve között szerepelt egy ifjú Mesterbűnözők csapat bemutatása, de új hősöket nem kívánt hozzáadni a sorozathoz. Emellett tervek voltak egy az ifjú Kang visszatérésére, egy a közte Cassie Lang és a Vízió közötti szerelmi háromszög részeként. Heinberg a 2007-es bristoli képregénytalálkozón bejelentette, hogy csak mint társ-író tér majd vissza a sorozathoz, de a rajzoló továbbra is Cheung marad.
Brian Michael Bendis, a New Avengers írója elárulta, hogy a Young Avengers második évadának egyik elemel lesz a skrullok Föld elleni inváziója, mely különösképpen a félig skrull, félig krí Hulkfit fogja érinteni. A második évad kezdő dátumáról még nincs információ, legkorábban 2008 elején várható.

## Díjak és jelölések
- 2006-os Eisner Awards – jelölés a legjobb új sorozat díjára[3]
- 2006-os Eisner Awards – jelölés a legjobb író díjára (Allan Heinberg)[3]
- 2007-es Eisner Awards – jelölés a legjobb sorozat díjára[4]
- 17. éves GLAAD Media Awards (2006) – jelölés az év kiemelkedő képregénye díjára[5]